# Georges Moustaki

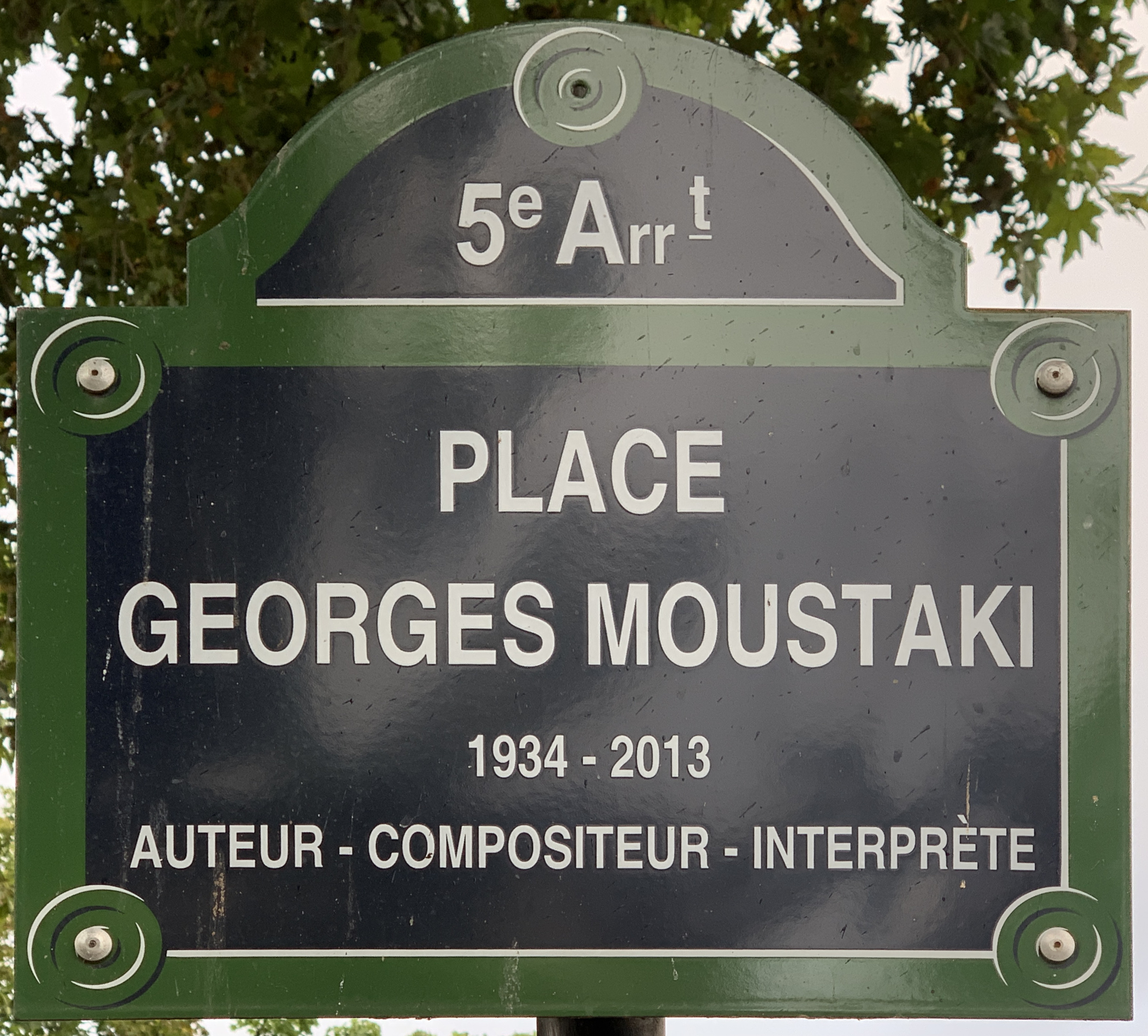

Georges Moustaki (Alexandria, 1934. május 3. – Nizza, 2013. május 23.), francia sanzonénekes, dalszerző.
Ismertté az általa komponált és énekelt romantikus dalai költői nyelvével és egyszerűségével vált. Moustaki körülbelül 300 dalt írt Franciaország legnépszerűbb énekesei számára, köztük van Édith Piaf, Dalida, Françoise Hardy, Yves Montand, Barbara, Brigitte Fontaine, Herbert Pagani, France Gall, Cindy Daniel, Juliette Gréco, Pia Colombo, Tino Rossi, és persze saját maga számára.

## Pályafutása
szülei zsidó vallású, olaszul beszélő görögök voltak, akik Korfuról települtek multikulturális Alexandriába. Moustaki francia iskolába járt, ahol megismerte a nyelvet, az irodalmat, és a zenét is. 17 éves korában került Párizsba. Csapos lett egy montmartre-i bárban, ahol a később nevezetessé vált óriási tehetségek, Jacques Brel, Boris Vian, Jeanne Moreau, Juliette Gréco gyakran fordultak meg. Itt találkozott Georges Brassensszel, aki rendszeresen fellépett a Trois Baudets mulató közönsége előtt. Moustaki később az ő tiszteletére vette fel a Georges keresztnevet.
1958-ban Henri Colla gitáros mutatta be Édith Piafnak. Moustaki Milord című dala e kapcsolatnak köszönhető.
Moustaki az 1960-as években többek között Yves Montand-nak, Dalidának, Barbarának, Serge Reggianinak írt dalokat. Az 1968-as forradami napok hatására született a Le Métèque című lírai balladája.
...időközben a teremtény túllépett az alkotón, ami kezdetben egy öntudatlan kis leszámolásnak indult, végül is a rasszizmusellenesség, a sokszínűségre való jog, valamennyi kisebbség lázadásának himnuszává lett.
Moustaki dalaival beutazta a világot. Franciául, olaszul, görögül, portugálul, spanyolul, angolul és arabul énekelt. 2009. január 8-án Barcelonában bejelentette, hogy gyógyíthatatlan betegsége miatt már nem képes énekelni. Visszavonult, rajzolni és könyveket írni kezdett.
2013 május 23-án halt meg.

## Stúdióalbumok
1961: Les Orteils au soleil

1969: Le Métèque

1971: Il y avait un jardin

1972: Danse

1973: Déclaration

1974: Les Amis de Georges

1975: Humblement il est venu

1976: Prélude

1977: Espérance (Nos enfants)

1979: Si je pouvais t’aider

1979: Et pourtant dans le monde

1981: C’est là

1982: Moustaki et Flairck

1984: Pornographie

1986: Joujou

1992: Méditerranéen

1993: Lo Straniero (Italian compilation)

1996: Tout reste à dire

2003: Odéon

2005: Vagabond

2008: Solitaire

## Koncertlemezek
1970: Bobino 70 – Le temps de vivre

1973: Concert

1975: Live

1978: Olympia

1988: Au Déjazet

2001: Olympia 2000

2002: Presque en solo – Live à la Philharmonie de Berlin

2015: En live au Troubadour Festival 1995

## Díjak
- Commandeurs of the Ordre des Arts et des Lettres

## Filmek
Georges Moustaki az IMDb-n

## Könyvek
- La sagesse du faiseur de chanson (A dalszerző bölcsessége)
- Petit abécédaire d’un amoureux de la chanson (Egy sanzonrajongó kis ábécéje)